# Sel de Svanétie
Ne doit pas être confondu avec Le Sel de Svanétie.

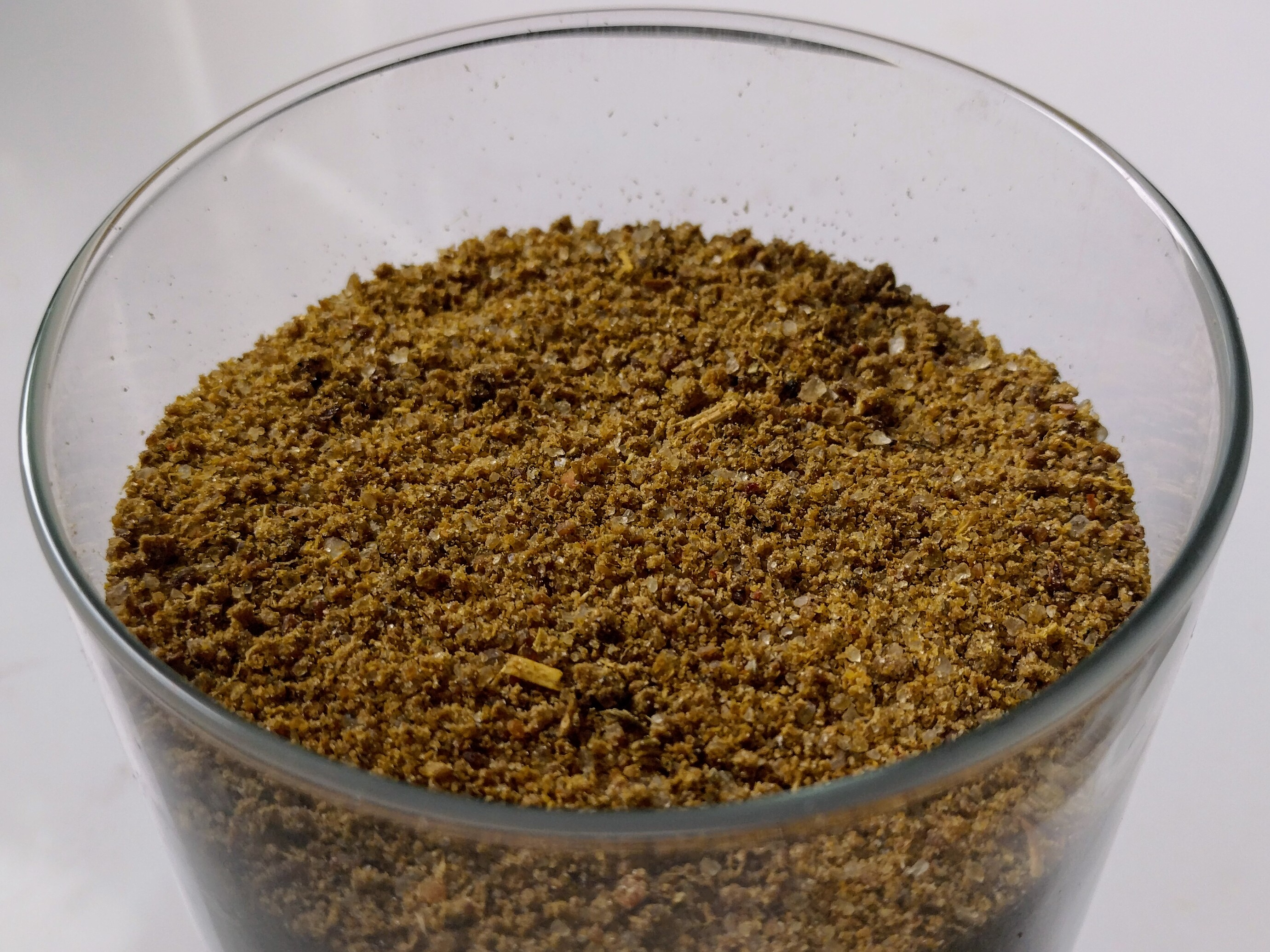

Le sel de Svanétie (en géorgien : სვანური მარილი / svanuri marili) est un produit alimentaire à base de sel, enrichi de parties de plantes de la région de Svanétie en Géorgie. En plus du sel, il contient au moins les épices fenugrec, aneth, ail, coriandre, cumin, paprika moulu et soucis, ainsi que du gitsruli (du carvi sauvage). Les herbes sauvages sont récoltées en Haute Svanétie dans le Grand Caucase à une altitude de 1 800 à 2 400 mètres. Il ne contient aucun composant synthétique. Le sel d'assaisonnement est utilisé pour les soupes, la viande, le poisson, la farine et les plats de pommes de terre.

## Histoire
Historiquement, la Svanétie souffrait d'un manque de sel. Les Svans se rendaient à différents endroits pour le récolter ou l'extraire, surtout au bord de la mer. Après l'avoir apporté en Svanétie, afin d'augmenter la quantité, divers ingrédients y étaient mélangés. 